# Sydlig høsommerfugl
Sydlig høsommerfugl (Colias alfacariensis) er en sommerfugl i hvidvingefamilien. Den er i Europa især udbredt i middelhavslandene. Østpå findes den i Lilleasien, omkring Sortehavet og videre nordpå i det vestlige Rusland.

## Udseende
Sydlig høsommerfugl ligner til forvekling gul høsommerfugl.

## Livscyklus
Ægget klækker efter 5-6 dage. Larven er først grøn, men får senere 4 karakteristiske gule længdestriber. Puppen ophænges i vegetationen efter 3-5 uger.

## Foderplanter
Hesteskokløver (Hippocrepis comosa) eller sjældnere kronvikke (Coromilla varia) er værtsplanter for sydlig høsommerfugl.